# Erebunimuseet
Erebunimuseet (armeniska: Էրեբունի թանգարան, Ērebunu t'angaran) är ett arkeologiskt museum i Jerevan i Armenien. Det öppnade 1968, vilket sammanföll i tiden med Jerevans 2 750-årsjubileum. Det ligger i stadsdelen Erebuni vid foten av berget Arin Berd, på vars topp den urartiska Erebunifästningen har funnits sedan år 782 före Kristus. Fästningen har grävts ut, varefter vissa delar har förstärkts och restaurerats för att därefter omvandlas till ett friluftsmuseum.  
En kilskriftsinskription vittnar om att staden byggdes av Argishti I, kung av Urartu, år 782 före Kristus. Fästningen är huvudsakligen byggd i rött tegel. Borgen omgavs av starka murar, vilka på vissa platser var byggda i tre lager. Inuti fästningen låg guden Khaldis tempel, vars väggar var utsmyckade med ett stort antal fresker.
Arkeologerna har grävt fram stora förvaringskärl för vin, som funnits placerade i marken. Det finns en stor samling artefakter som kärl, bronsarmband, glas och agatpärlor. Museet har omkring 12.200 utställningsföremål. Det ritades av Baghdasar Arzoumanian och Shmavon Azatian samt skulptören A. Harutiunian. 
Museet har filialer i Shengavit och Karmir Blowr, där delar av föremålssamlingen ställs ut.

## Bildgalleri

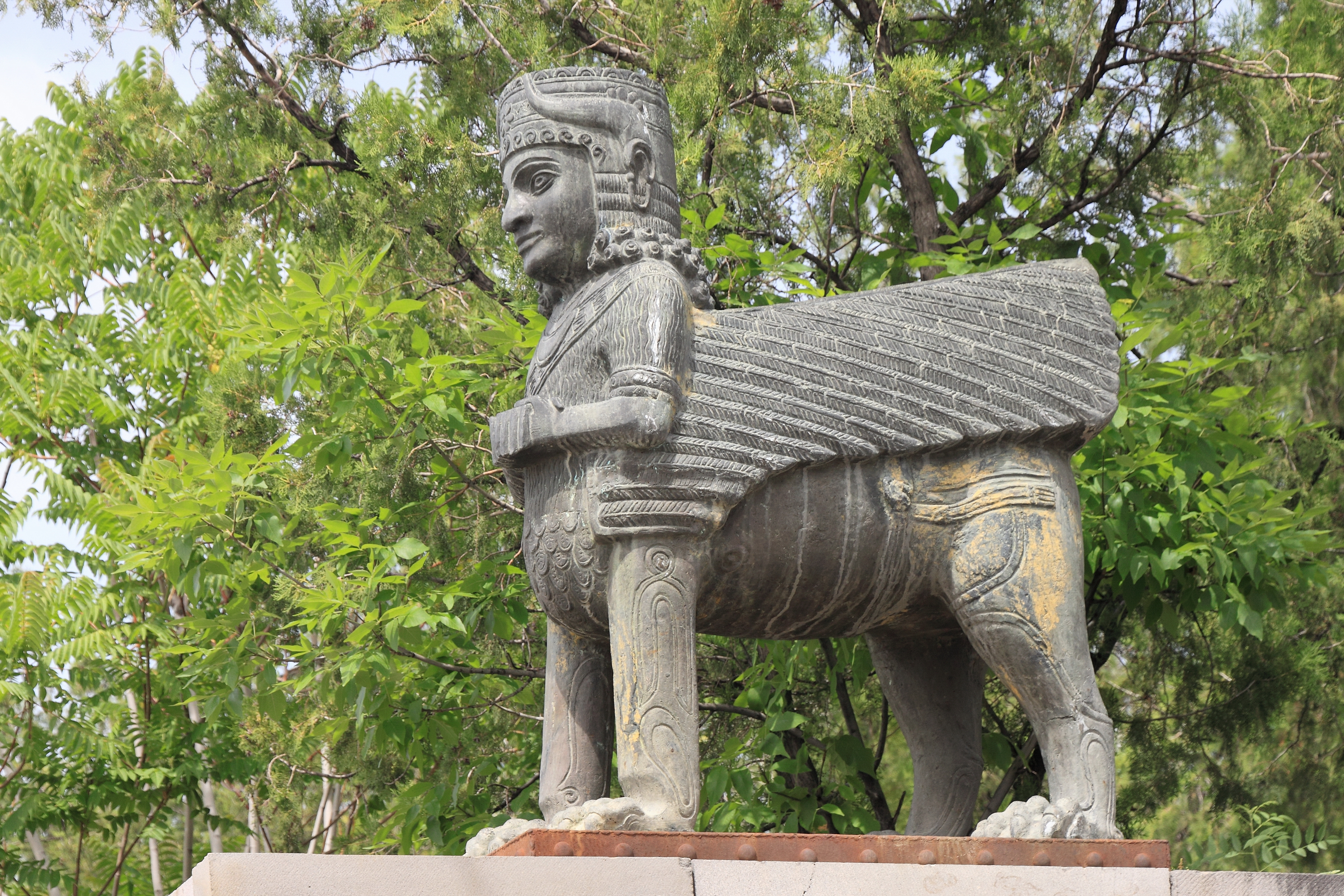
Urartisk sphinx från en paradtrappa
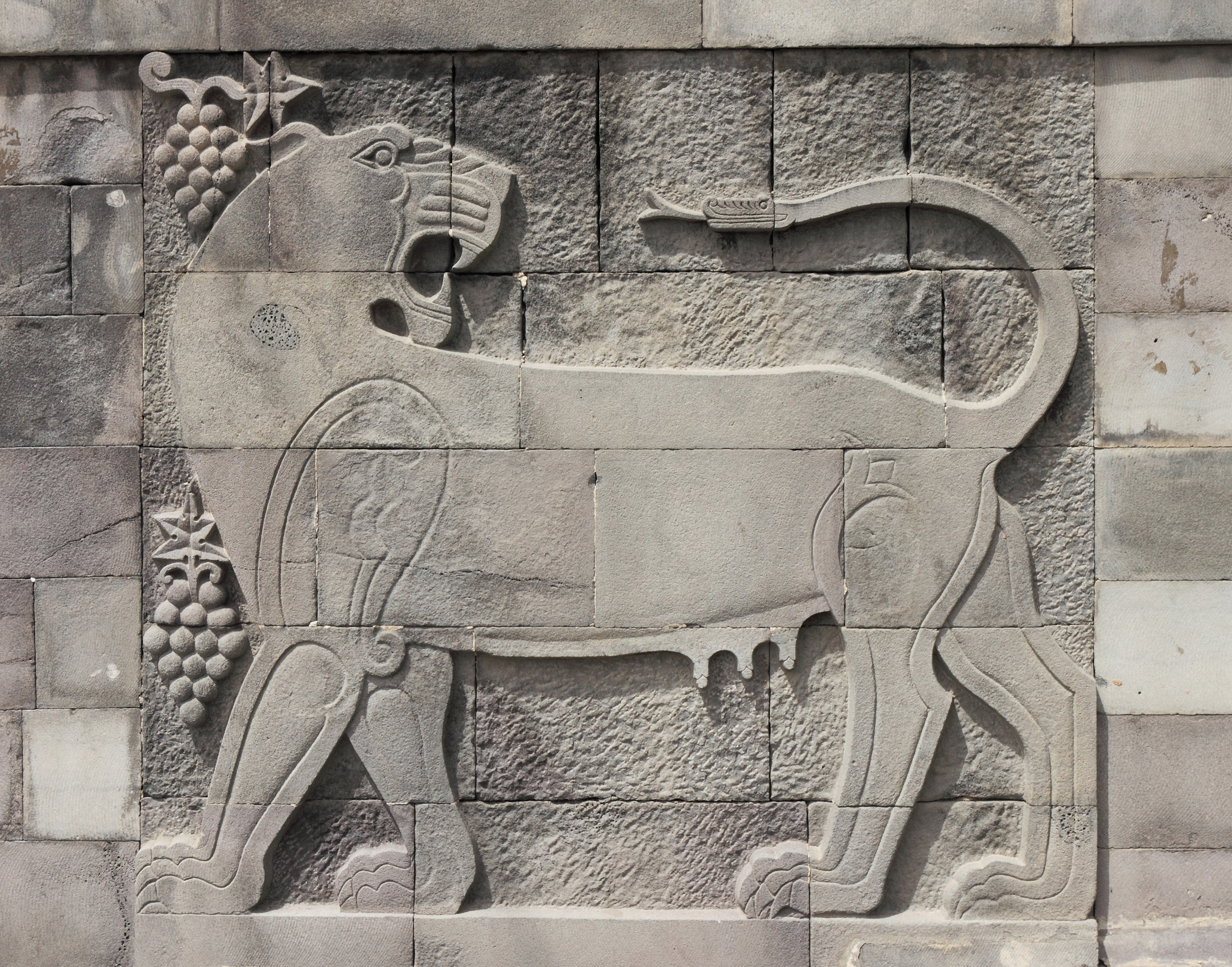
Relief från paradtrappa
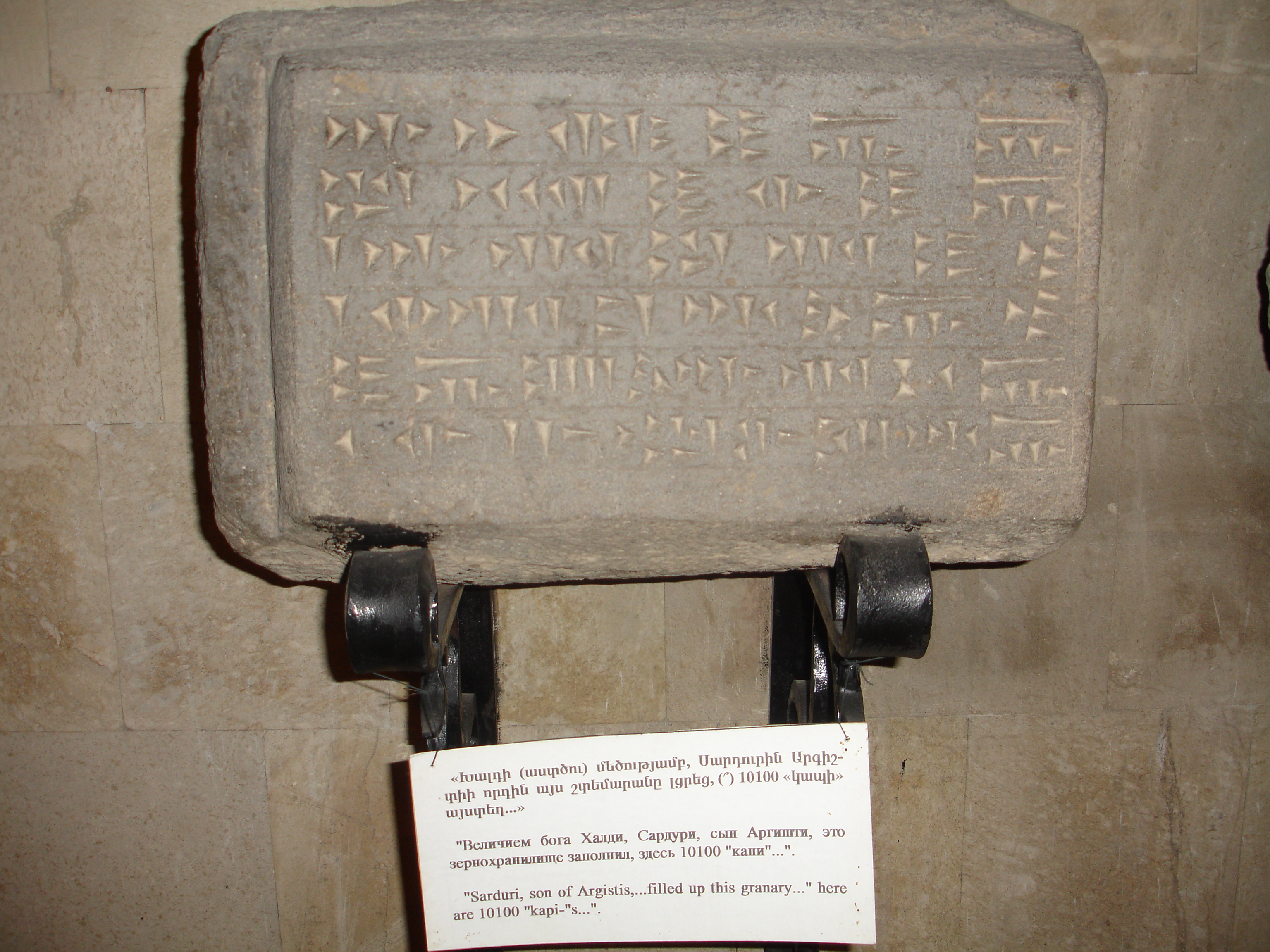
Inskription med urartisk kilskrift
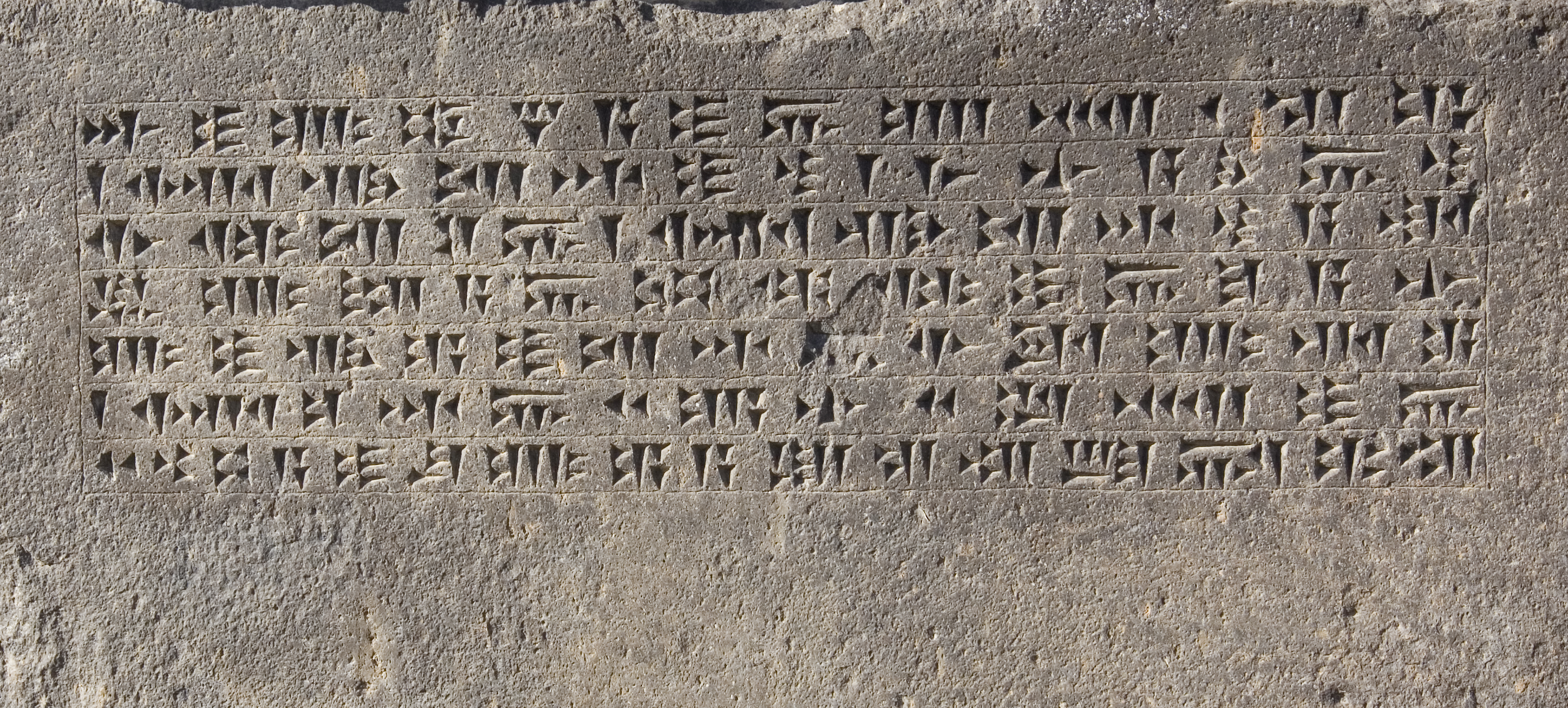
Inskription på urartisk kilskrift
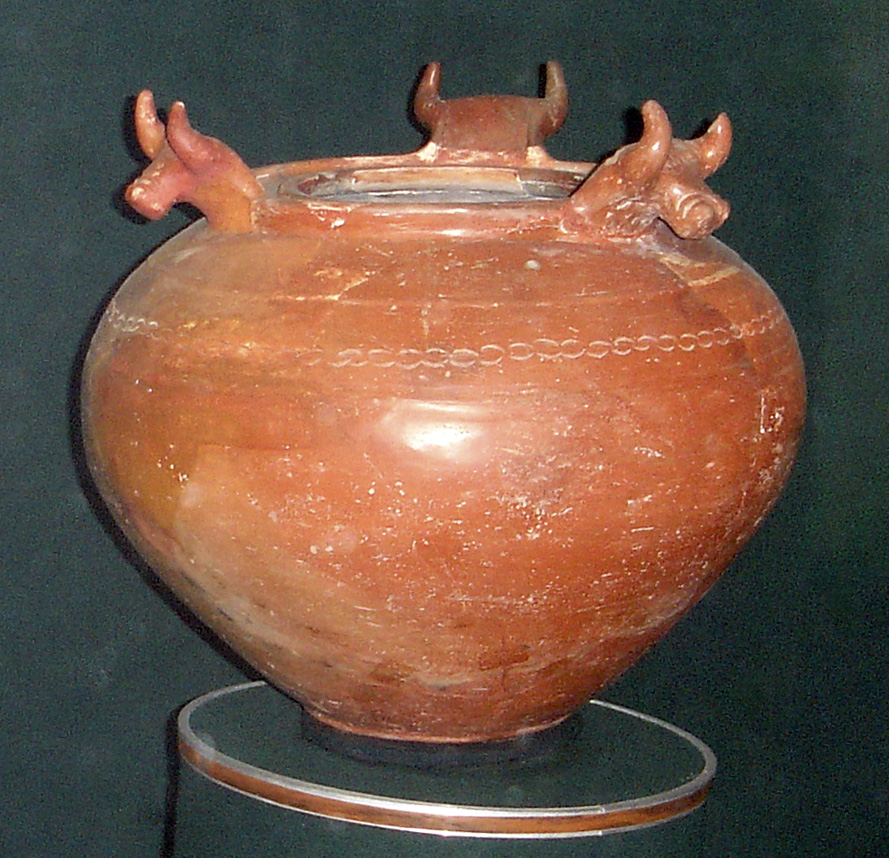
Kruka
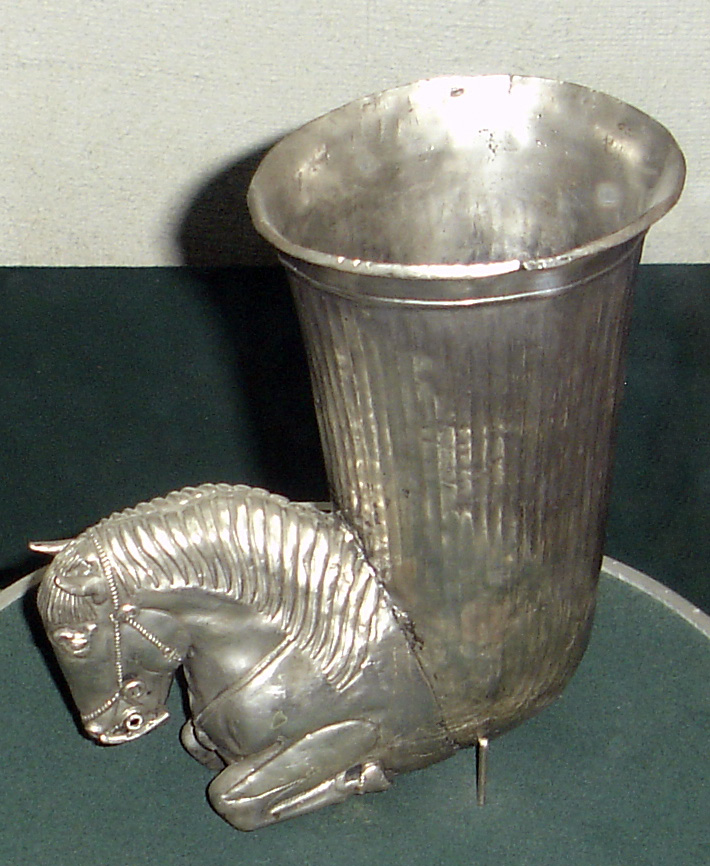
Bägare
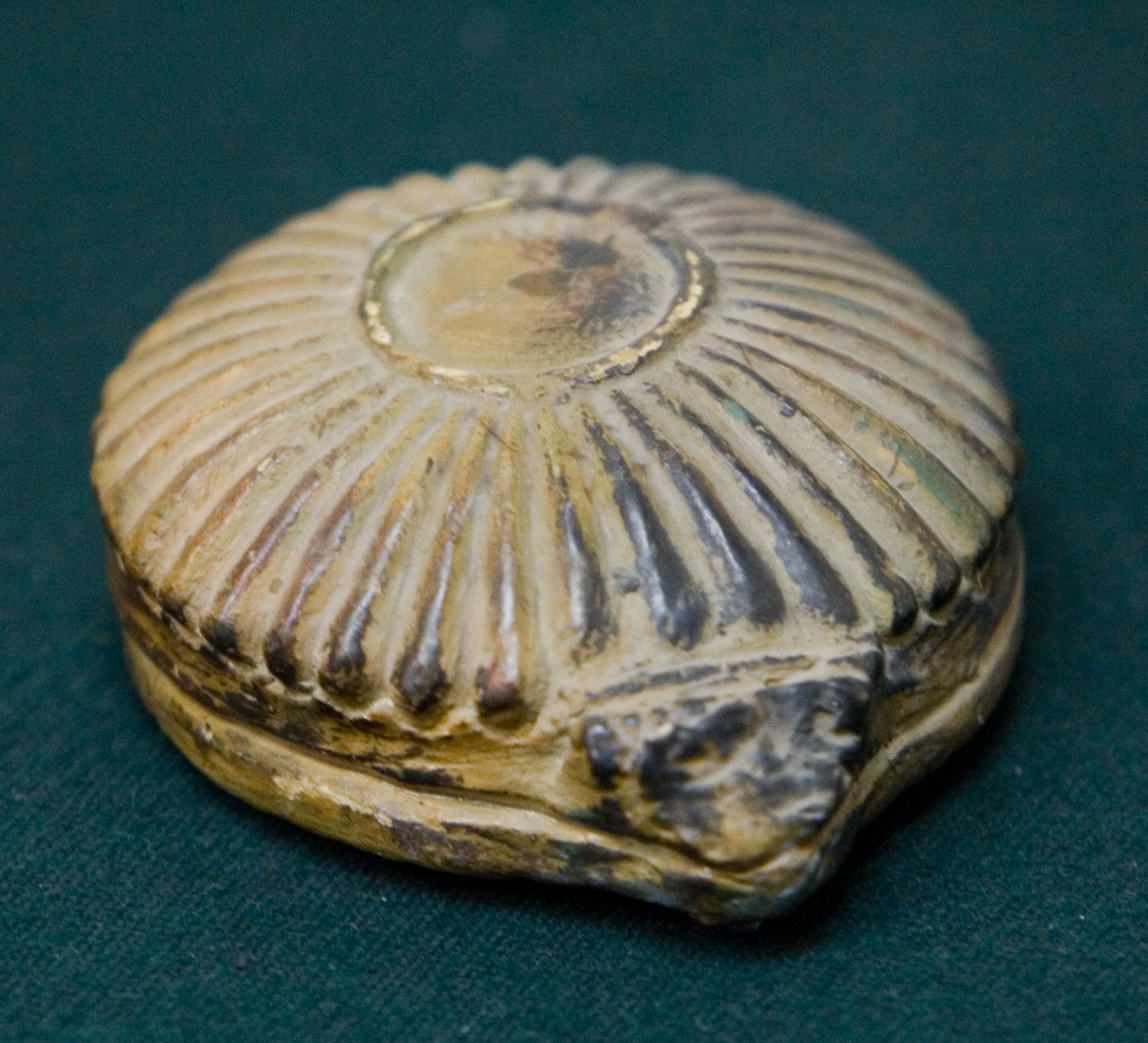
Dosa av sten
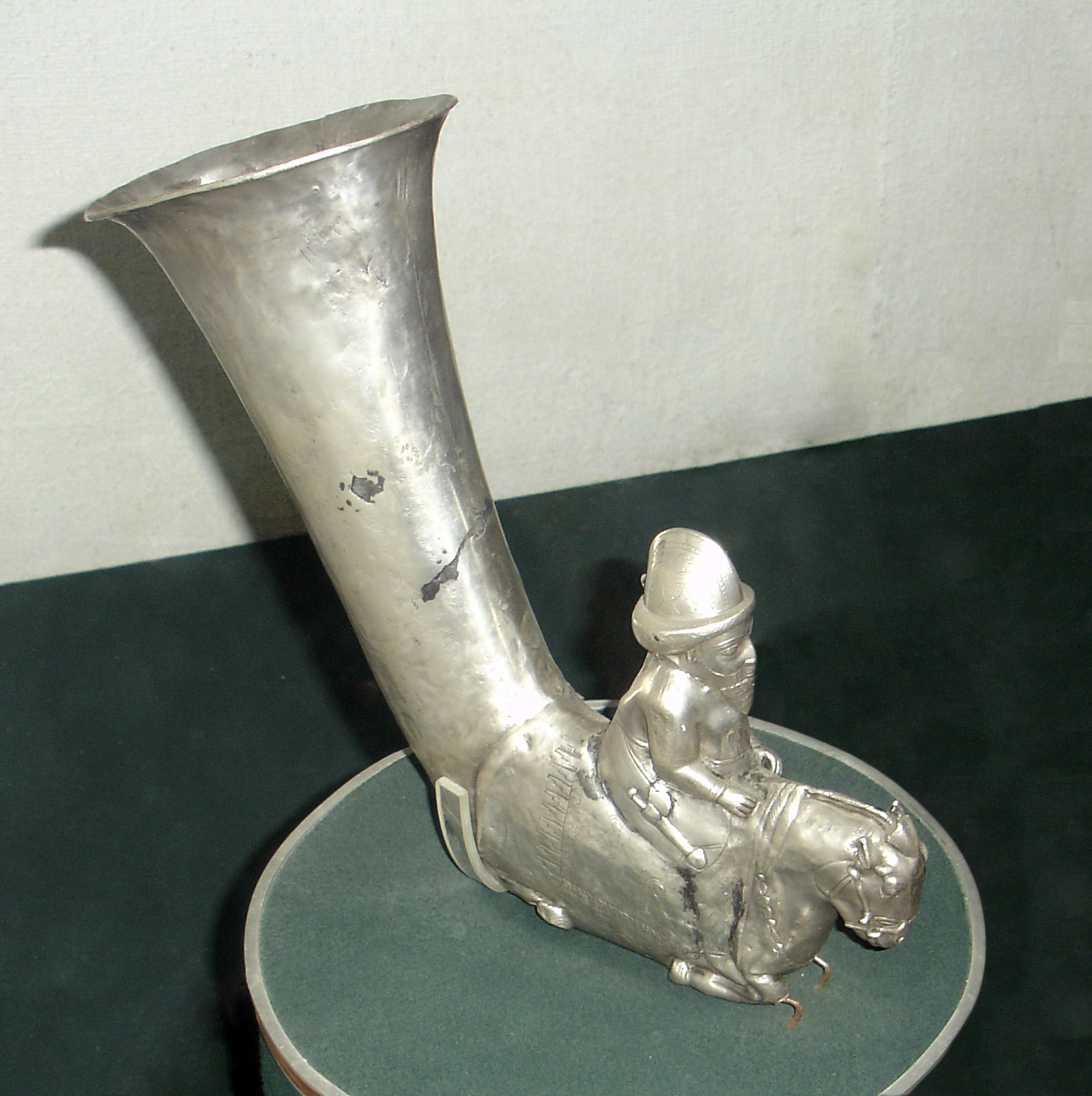
Bägare
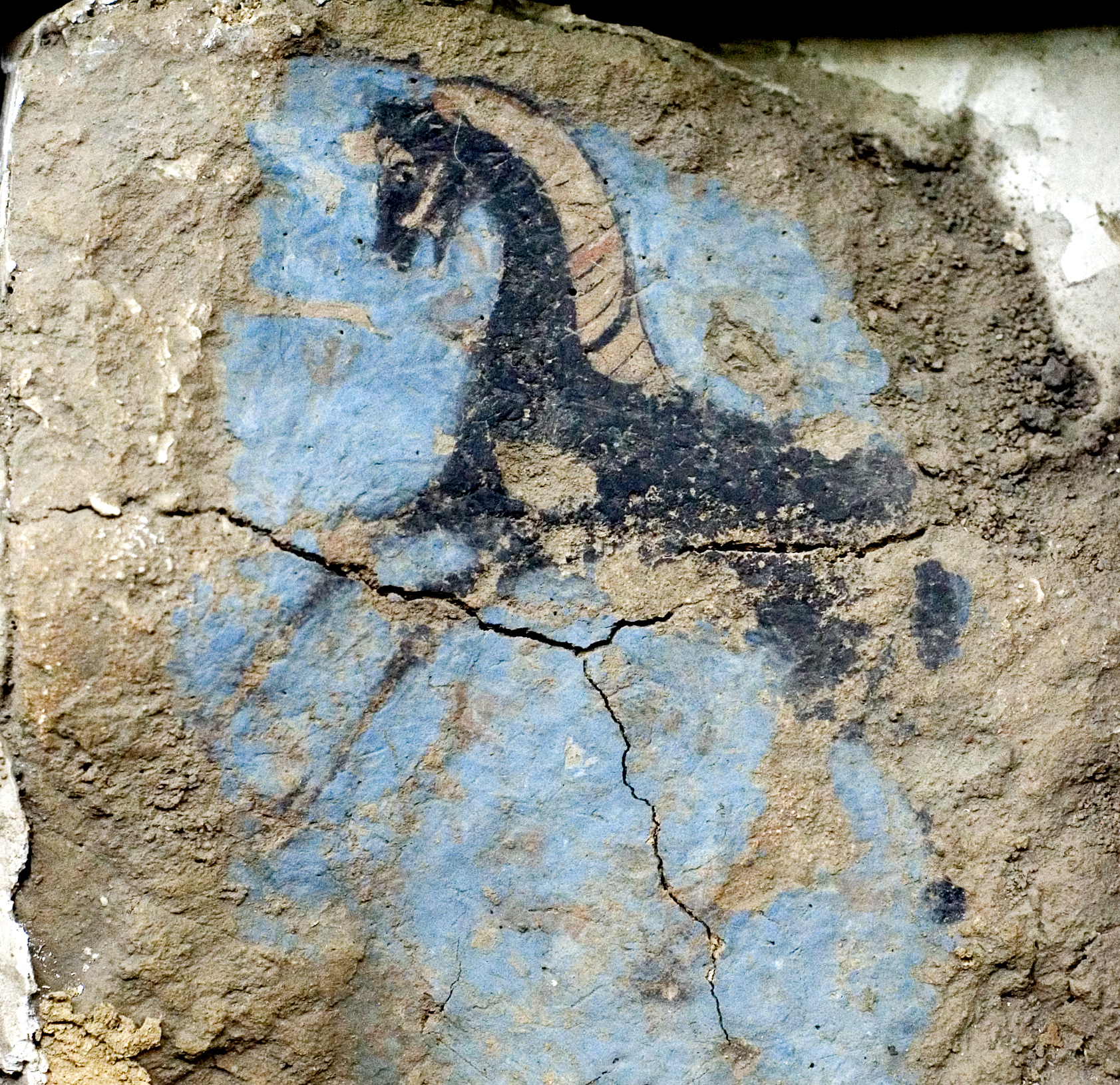
Fragment av fresk
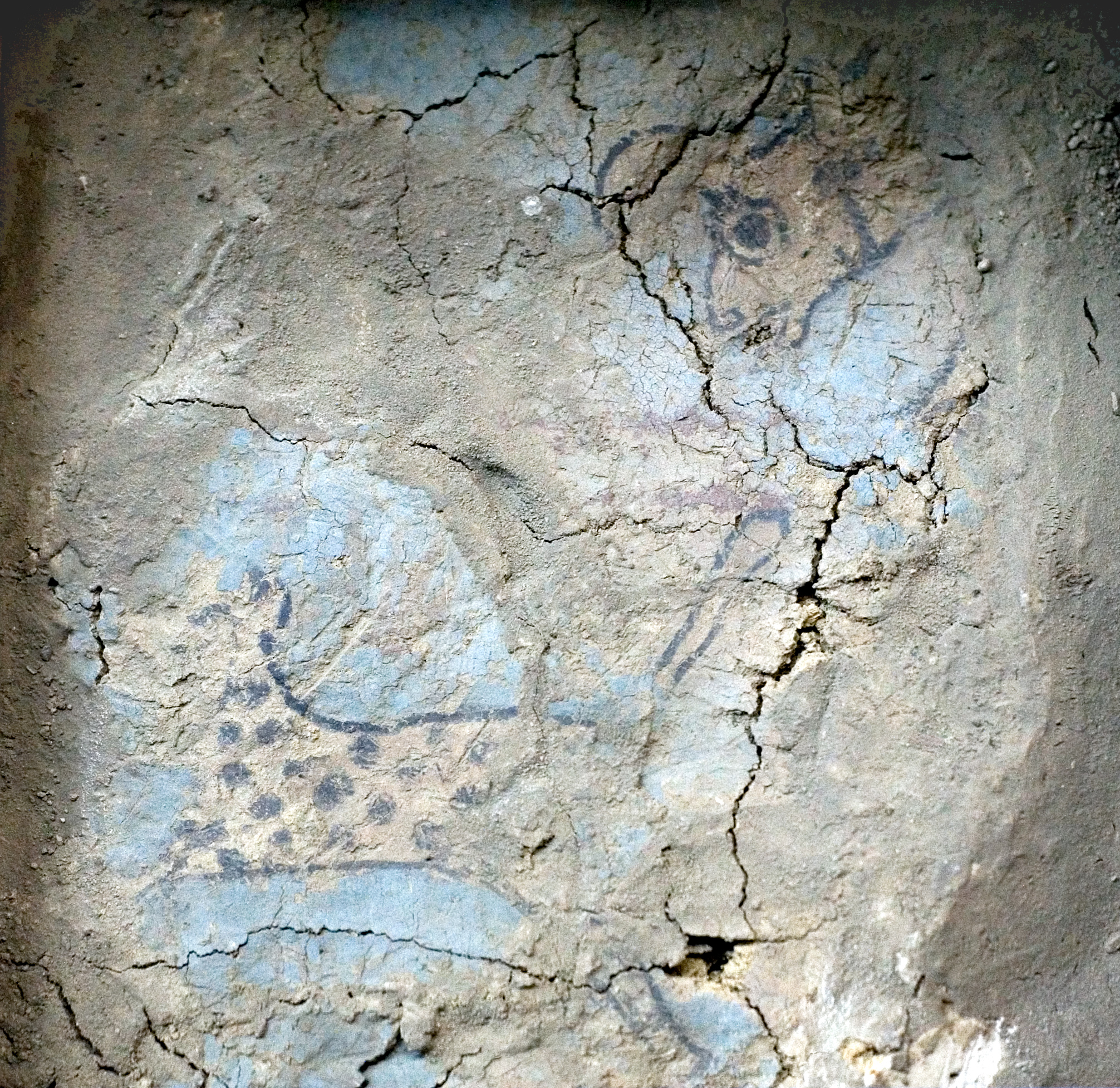
Fragment av fresk